# Wey VV6
Wey VV6 — компактный люксовый кроссовер, выпускавшийся с 2018 по 2021 год подразделением Wey компании Great Wall Motor.

## Описание
VV6 базировался на той же платформе, что и Wey VV5 и Haval H6 второго поколения. Ценовой диапазон варьировался от 148000 до 175000 юаней.

## Технические характеристики
Wey VV6 оснащён 2,0-литровым рядным четырёхцилиндровым турбодвигателем мощностью 227 л. с., который также применялся в VV5.

## Галерея

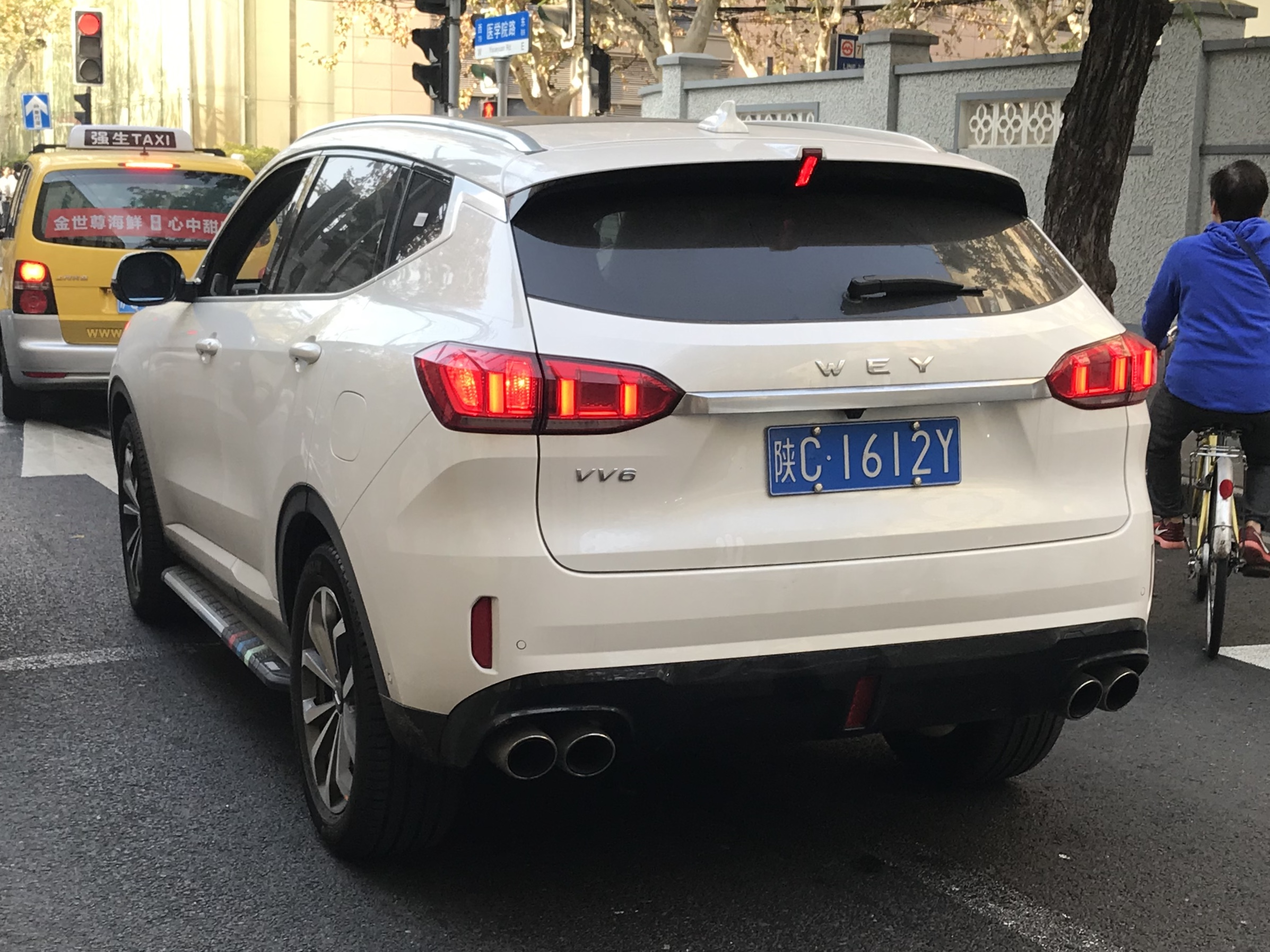
Вид сзади
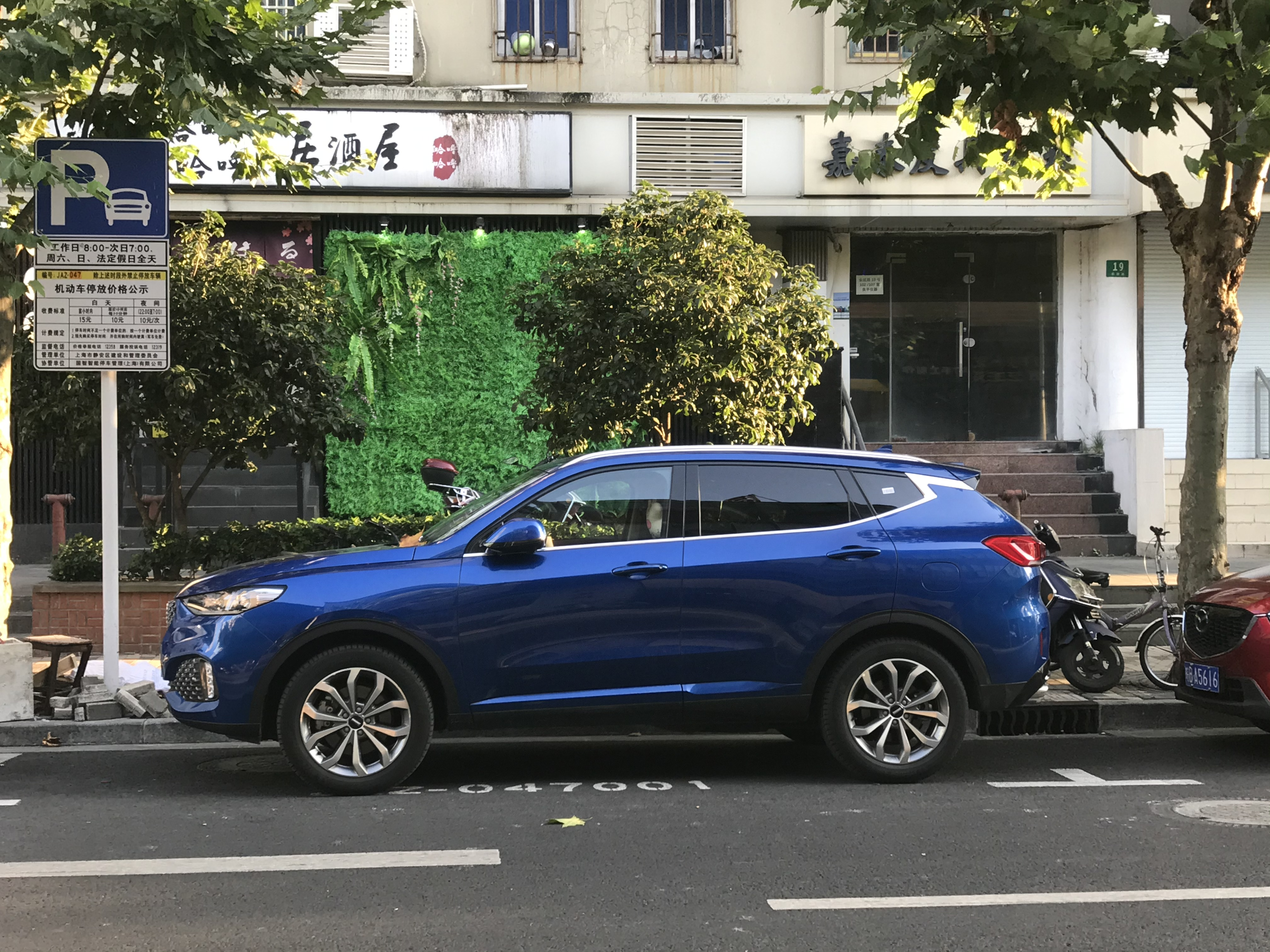
Вид сбоку